# Тектоносфера

Оболонки Землі.

Тектоносфера (рос. тектоносфера, англ. tectonosphere; нім. Tektonosphäre f) – зовнішня оболонка Землі (земна кора і верхня частина мантії), в якій відбуваються тектонічні, магматичні і метаморфічні процеси. Для Т. характерна вертикальна та горизонтальна неоднорідність фізичних властивостей і складу гірських порід.